# 納品
納品（のうひん）は、売買契約において商品を納める行為。または、その行為の伝票上の処理。店頭で代金と引き換えに商品を受け取る場合は一般的に納品とは呼ばない。消費者との取引では、店頭で代金を払い後に商品を届けられる場合に納品と呼ぶ。広い意味では、配送業者が荷物を届け先の会社に配達することも納品と呼ぶ。
以下、日本の商習慣の納品について記述する。

## 納品日
会社間取引については納品日は非常に重要な意味を持つ。一般的な会社では販売側の会社が了承すれば、購入側の会社は買い掛けと呼ばれるまとめ払いを行う。まとめ払いを行うための区切りの日を締め日と呼び、実際に代金を支払う日を「支払日」と呼ぶ。「20日締め翌月20日払い」（もっぱら「20日締翌20日払（はつかじめはつかばらい）」）であれば、先月の21日から今月の20日までの納品された商品の代金を来月の20日に支払う。「末日締め翌々月末日払い」（もっぱら「末締翌々末払（まつじめよくよくまつばらい）」）であれば、今月の1日から30日（月によっては28・29・31日）までの商品の代金を再来月の末日に支払うという意味である。そのため一日納品日が遅れてしまうと、代金が支払われるのが一月遅れる場合がある。双方の会社の担当者同士の話し合いで、実際に商品を納めていないのに納品伝票だけを納める場合もある。
通常、「納品伝票」と呼ばれるものは販売側が購入側に渡す「納品書」と、購入側の確認（ハンコないしはサイン）をもらって販売側が保管しておく「物品受領書」がある。宅配便を例にすると、荷物に貼り付けてあるのが納品書で、荷受先のハンコをもらって持ち帰るのが物品受領書になる。
外国と取引を行う場合、納品日の設定により為替レートが変動する。輸出港に停泊中の船に積載した日の価格という意味の本船甲板渡し価格（FOB価格）が用いられる場合が多い。

## 危険負担
商品の破損に対しての危険負担は、契約書が優先するが一般的には納品までが販売側で、納品後は購入側になる。故に輸送の際の危険負担も販売側がすることになる。インターネットオークション等で小額商品の輸送に普通郵便を用いることも多いが、この場合でも不着であれば販売側が責任を負う。購入側は不着であることは証明出来ず、仮に販売側が写真等で発送した事実を証明したとしてもそのことは販売側と輸送会社の問題であり購入側の問題ではない。小額商品の輸送に関しても、簡易書留や宅配便といった発送と到着を証明できる手段が望ましい。
法律的には、納品までのどの特定のものが納品されるかわからない状態を「非特定物」と呼び、また納品後の特定された状態の物を「特定物」と呼ぶ。非特定物の場合は販売側の危険負担で、「特定物」は購入側の危険負担になる。例えば、納品時に購入側に保管場所がないので販売側で預かることになった場合や、店に一つしかない特定のものを予約した場合等は、特定物になる。特定物を管理する販売側には善管注意義務（厳重に管理する義務があるという意味の法律用語）しかないので、善意無過失（何も知らない何も過失がないと言う意味の法律用語）の商品の損害であれば（放火による火災など）購入側の負担になる。

## 電子納品
国土交通省はCALS/ECの推進の一環として、公共事業についての図面・写真などの成果物について、発注者に電子納品することを求めている。2001年度以降、対象工事を順次拡大し、2004年度以降はすべての事業が対象となっている。電子納品では、設計図書、設計図面、工事写真、管理資料、帳簿などといった、それ以前は紙媒体で納品されていたものを、電子文書、電子データ（総称して、電子成果品という）として納品することをいう。当初は電子成果品をCD-Rなどの電子記録媒体に収めて提出していたが、現在は、情報共有システムに登録された電子成果品をインターネット経由で納品するオンライン電子納品もできる。このように、国土交通省の電子納品は、納品する資料については電子データによる表現が要求されているが、納品形態はデジタル納品でない場合がある。
国土交通省の電子納品が広がるにつれて、県・市町村などの地方自治体の公共事業、旧道路公団の民営化事業体などでも電子納品が普及している。